# Louise-Hélène Bouchard
Louise-Hélène Bouchard (23 maggio 1986) è una schermitrice canadese, specializzata nel fioretto.

## Palmarès
In carriera ha conseguito i seguenti risultati:
- Giochi Panamericani:

Rio de Janeiro 2007: argento nel fioretto a squadre.